# Любомир Йованович
Любомир С. Йованович – Чупа (на сръбски: Љубомир С. Јовановић – Чупа) е сръбски новинар и революционер, деец на Сръбската пропаганда в Македония от началото на XX век.

## Биография
Любомир Йованович е роден през 1877 година в сръбския град Ужице. Завършва средно образование в Белград, а след това следва политически науки. След демонстрацията срещу Александър Обренович от март 1903 година бяга в Земун, тогава в Австро-Унгария, а след Майския преврат от същата година се завръща в Сърбия. Включва се в сръбската четническа организация, заедно с Милорад Годжевац прави неуспешен опит да привлече на сръбска страна войводата Михаил Думбалаков. През 1904 година Йованович влиза в Македония с четата на Аксентие Бацетович. След смъртта на Бацетович през 1905 година се връща в Белград и се занимава с новинарство. Инициатор е за създаването на Черна ръка през 1911 година и е неин член. Издава и редактира вестник „Пиемонт“, а след началото на Балканската война е мобилизиран като офицер от запаса. Ранен е в крака, а в болницата в Скопие заболява от туберкулоза и умира през 1913 година.